# Heinrich Geissler

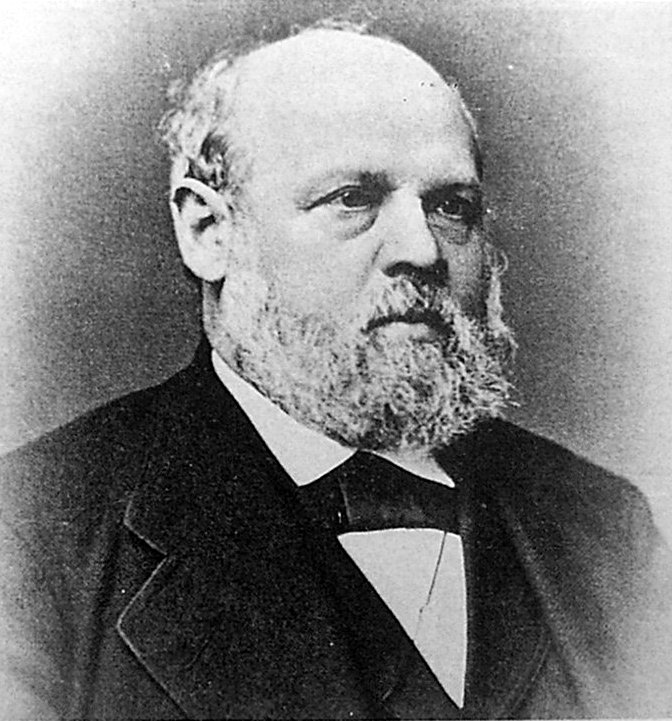
Heinrich Geißler.

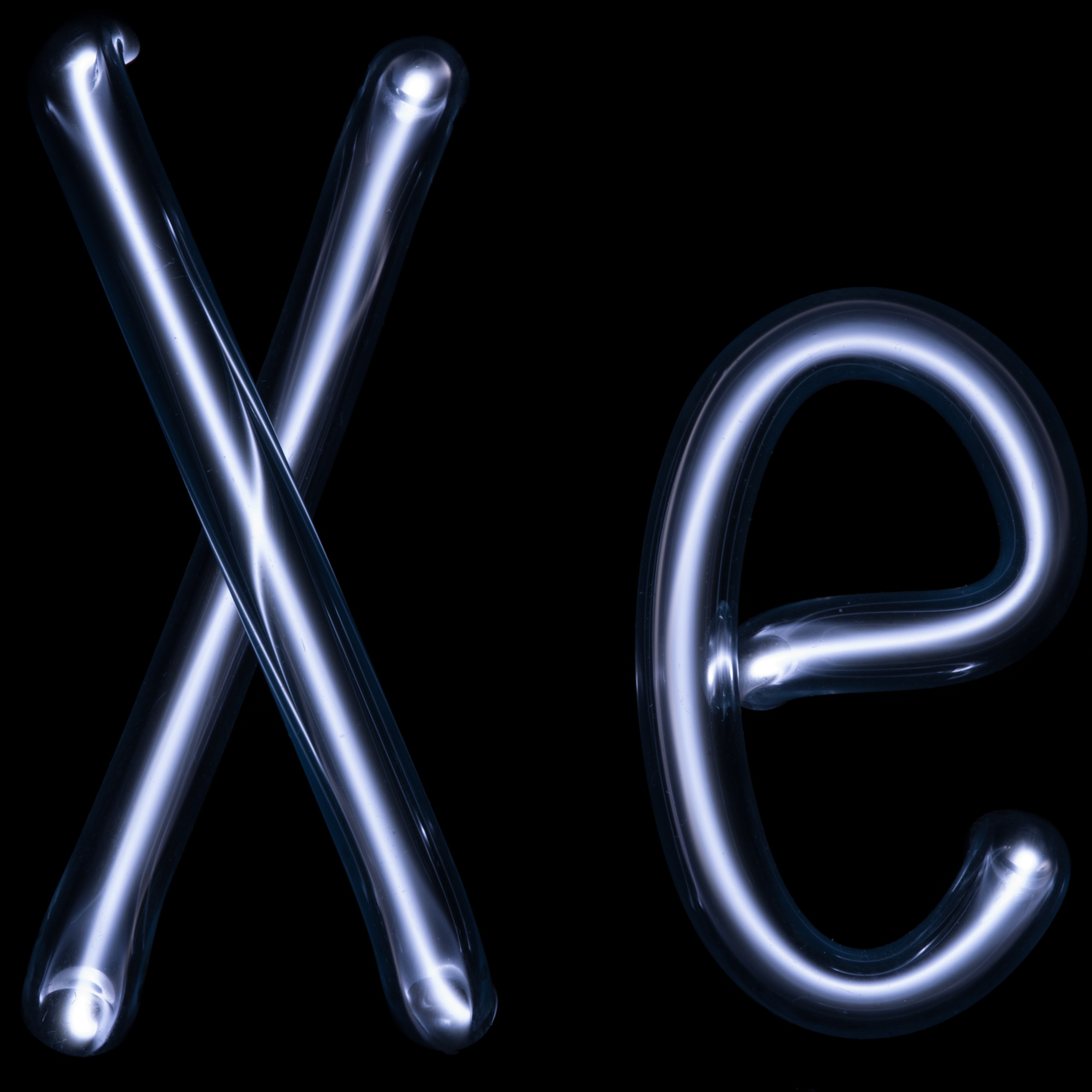
Geisslerska rören fylld med Xenon.

Heinrich Geissler, född 26 maj 1814 i Neuhaus am Rennweg, Thüringen, död 24 januari 1879 i Bonn, var en tysk fysiker och uppfinnare.
Geissler började 1846 arbeta som glasblåsare för vetenskapliga ändamål i Nederländerna och bosatte sig 1854 i Bonn. Genom sina förträffligt arbetade instrument vann Geissler stort anseende. År 1855 fick Geissler i samband med världsutställningen i Paris en guldmedalj. År 1868 blev han hedersdoktor i Bonn.
Geissler konstruerade ett stort antal fysiklaiska och kemiska preparat. Geissler gav kvicksilverluftpumpen en ny form, lämpad för noggranna vetenskapliga undersökningar. Bland hans övriga tillverkningar kan nämnas de så kallade geisslerrören, som fick sitt namn efter Geissler, men uppfanns av John Peter Gassiot. Geisslers uppfinningar föreställer tidiga varianter av lysrör och röntgenrör.